# Pygora simillima
Pygora simillima är en skalbaggsart som beskrevs av Moser 1912. Pygora simillima ingår i släktet Pygora och familjen Cetoniidae. Inga underarter finns listade i Catalogue of Life.